# 基思·詹宁斯
基思·拉塞尔·詹宁斯（英語：Keith Russell Jennings，1968年11月2日—），美国NBA联盟前职业篮球运动员。